# Axel Thorer
Axel Thorer (* 29. November 1939 in Tanga, Tanganjika, heute Tansania) ist ein deutscher Journalist und Autor.

## Leben
Thorer entstammt der Kürschner- und Pelzhändler-Dynastie der Familie Thorer, die am Leipziger Brühl und nach 1945 in Offenbach eines der führenden Unternehmen der europäischen Pelzbranche betrieb. Axel Thorer war Redakteur bei diversen Zeitschriften wie dem Playboy und Autor bei Ferenczy; zuletzt war er Stellvertretender Chefredakteur bei der Bunten, die er zum Jahresende 2008 in den Ruhestand verließ.
Thorer pflegte stets das Image des Entdeckers und Abenteurers, was sich auch optisch ausdrückte, zum Beispiel an seinem mächtigen Schnurrbart, der zu einem Markenzeichen geworden ist. Er ist Mitglied des Explorers Club und begleitete Heinrich Harrer sowie weitere Forscher auf Expeditionen. Zu seinen Entdeckungen zählt er einen See im Ruwenzori-Massiv und die Wiederentdeckung der Antilope Nigrifrons im Ruwenzori-Massiv, wobei die Quellen jeweils eigene Erzählungen sind. Er ist Ehrenbürger der Stadt Nashville (US-Staat Tennessee). Bekanntheit erlangte er durch die Reportagen über die Camel Trophy mit Karl-Heinz Blumenberg.
Ende 1989, damals als Chefredakteur des deutschen Esquire, versuchte er sich auf RTLplus an der krawalligen Talkshow A. T. – Die andere Talkshow, die allerdings mit der vierten Folge am 28. April 1990 eingestellt wurde.
Thorer ist zum zweiten Mal verheiratet. Sein Sohn Tim Thorer (* 3. Juli 1979) ist Redakteur bei der Bild-Zeitung, seine Tochter Ann Thorer (* 11. August 1975 in München) ist Chefredakteurin der Zeitschrift Joy. Vorübergehend hatte sie diese Funktion auch bei Shape inne.
Er war außerdem laut eigener Aussage als Wrestler aktiv.

## Werke
- Unterwegs. Handbuch für Reisende, 1980
- mit Karl-Heinz Blumenberg 1000 Meilen Abenteuer – Die härteste Herausforderung an Mensch und Maschine Steinheim Verlag GmbH, München 1984; ISBN 3-88952-025-1
- Das Lexikon der Rache. Rezepte für den Alltag und besondere Gelegenheiten, 1984
- Ost-Grönland – Kajakreise in das Land der Menschen, 1987
- Endstation Dschungel. Auf der Suche nach Flugzeugwracks in Papua-Neuguinea, 1989
- Das Beste vom Besten. Ein Almanach der feinen Lebensart, 1989
- Casablanca. Bildband, 1990
- No.1. Die besten Lebenseiten von A-Z. Almanach der feinen Lebensart, 1993
- Das neue Männerbuch. Karriere, Frauen, Gesundheit, Mode, Auto, Kultur, 1994
- Reisen wie die Profis. 1000 clevere Tips und Tricks, 1999
- stop. Geschichte und Geschichten rund um das Telegramm, 1999
- Mallorca. Lexikon der Inselgeheimnisse, 2005
- Unter dem Nachrichtenbaum: Von Buschleuten, sternklaren Nächten und einem Friedhof der Elefanten, 2006
- Das Geheimnis am 175. Längengrad: Die ganze Wahrheit über die Meuterei auf der Bounty, 2007
- Liebeserklärung an Mallorca: die Sonne, die See und die Sehnsucht; alles in zwei Stunden Entfernung, 2014